# George Oscar Russell
Pour les articles homonymes, voir Russell.
George Oscar Russell, né le 21 novembre 1890 à Conejos, Colorado, et mort le 19 mars 1962 à Salt Lake City, Utah, États-Unis, est un phonéticien américain, spécialiste de phonétique expérimentale et de pathologie de la parole. 
Il a publié, entre autres, en 1928 un manuel de phonétique expérimentale de référence Les voyelles. Mécanisme physiologique à la lumière de la radiographie (The Vowel. Its Physiological Mechanism as Shown by X-Ray.). 